# Zbigniew Jankowski (sportowiec)
Zbigniew Jankowski (ur. 30 marca 1955) – polski lekkoatleta, płotkarz, medalista halowych mistrzostw Europy i mistrzostw Polski.

## Kariera sportowa
Był zawodnikiem Spójni Gdańsk. Jego trenerem był m.in. Józef Panek.
Jego największym sukcesem w karierze był brązowy medal halowych mistrzostw Europy w 1976 w biegu na 60 metrów przez płotki, z wynikiem 7,92. W 1977 reprezentował Polskę w dwóch meczach międzypaństwowych.
W 1978 zdobył brązowy medal mistrzostw Polski seniorów w biegu na 110 m ppł. W 1976 wygrał finał B na halowych mistrzostwach Polski seniorów w biegu na 60 m ppł, ale w łącznej klasyfikacji dwóch biegów dało mu to czwarte miejsce.
Rekordy życiowe: 
- bieg na 110 m przez płotki – 13,87 (18.06.1977)[1]
- bieg na 60 m przez płotki w hali – 7,75 (24.01.1976)[6]